# 두이노의 비가

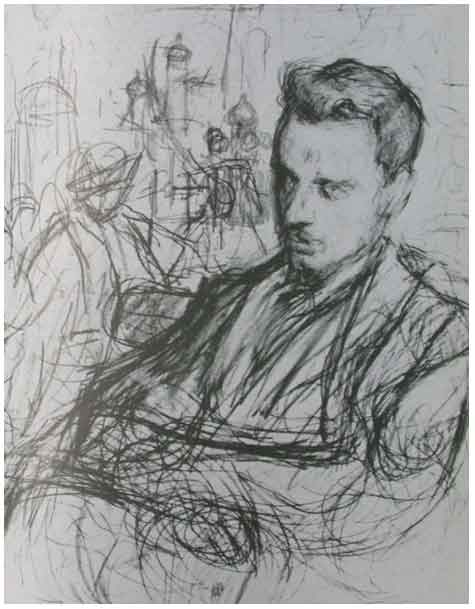
저자 릴케

《두이노의 비가》(독일어: Duineser Elegien)는 라이너 마리아 릴케의 비가집이다. 10편의 비가로 이루어져 있다.
릴케는 1912년 1월 아드리아해와 접한 두이노성(城)에서 이 시들을 쓰기 시작했다. 제1차 세계대전에 잠시 중단되었으나 전쟁이 끝난 뒤인 1922년에 뮈조트에서 완성했다.

## 한국어 번역
- 김재혁 옮김, 민음사, 2023년 6월 10일